# Анакторий
Анакторий (Анакторион, др.-греч. Άνακτόριον, лат. Anactorium) — древний портовый город в Акарнании, основанный около 630 года до н. э. коринфянами на холме Кастри (Καστρί) высотой 32 м над уровнем моря, на берегу бухты Айос-Петрос, у современной деревни Неа-Камарина, к западу от современного малого города Воница, в 7 километрах к востоку от Акциума, у входа в Амбракийский залив. Жители Анактория участвовали в битве при Платеях в 479 году до н. э. в составе объединённых греческих войск. В Пелопоннесской войне Анакторий был на стороне Спарты. В 425 году до н. э. афиняне завоевали город и изгнали жителей. Город заселили акарнанцы. В 230 году до н. э. город стал членом Акарнанской лиги. Жителей Анактория и Амбракии римский император Август перевёл в Никополь у Акциума, построенный в 30 году до н. э. Анакторий стал гаванью Никополя.